# Cultuurgewas

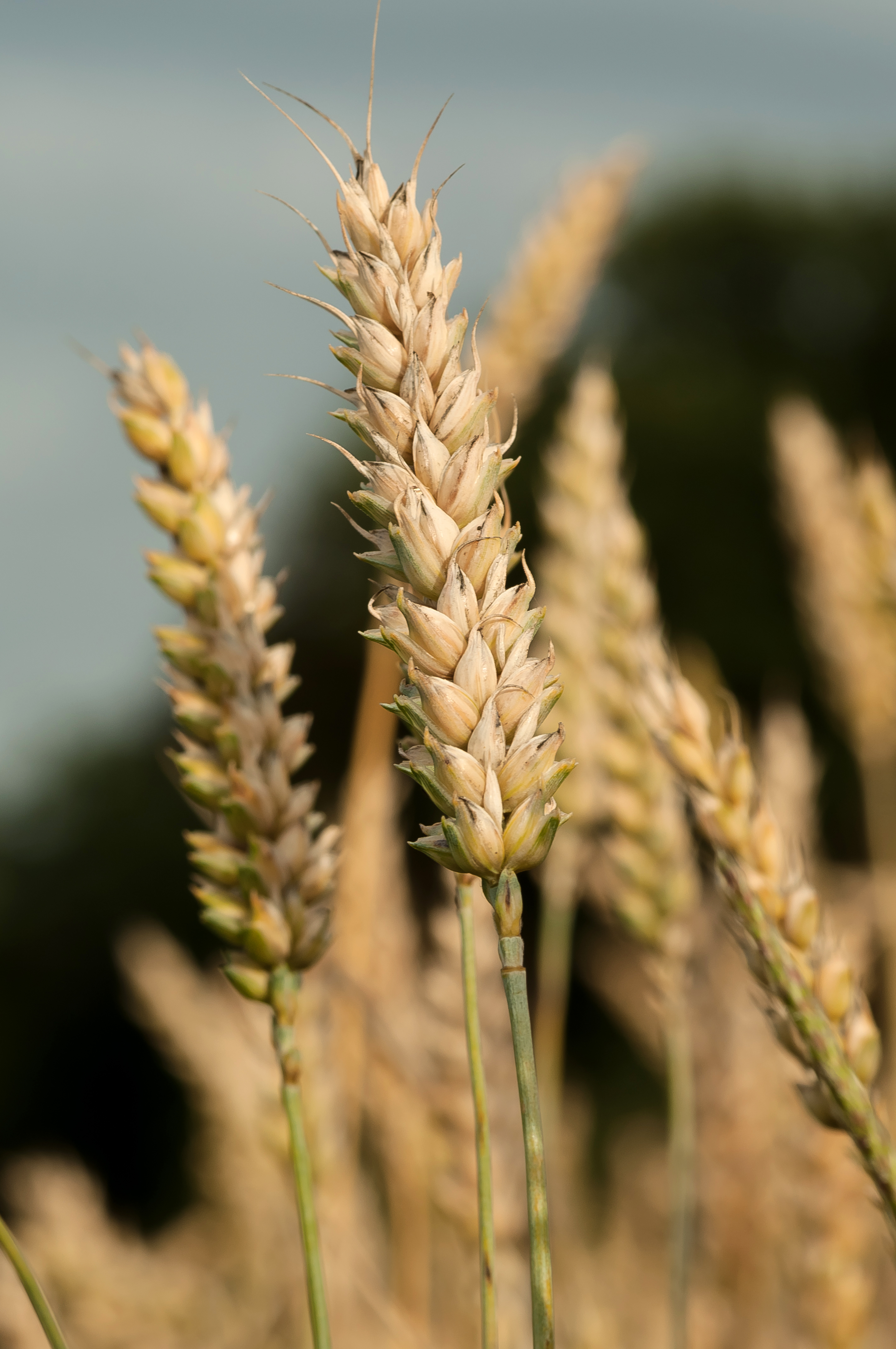
Tarwe, een van de eerste gedomesticeerde planten

Een cultuurgewas, cultuurplant, cultigen, culton of ergasiofyt is de biogeografische status van een plantensoort die voor menselijk gebruik wordt geteeld en uit wilde planten is veredeld.
De naamgeving van cultuurgewassen als cultivars wordt geregeld in de International Code of Nomenclature for Cultivated Plants (ICNCP).
De term 'cultigen' werd in 1918 door Liberty Hyde Bailey geïntroduceerd; zijn uiteindelijke definitie werd door hem in 1924 vastgesteld. Het is geen officiële term; er zijn verschillende definities die onderling iets verschillen. Onder de term vallen alle planten die ontstaan zijn door menselijke activiteit, dus die planten die alleen bekend zijn in gekweekte vorm (of als verwilderde, ontsnapte planten). Onder de term cultigen vallen dus (vrijwel) alle landbouw- en tuinbouwgewassen. Op het 5e International Symposium on the Taxonomy of Cultivated Plants, gehouden in september 2008 te Wageningen, is voorgesteld de term op te nemen in de ICNCP, zonder succes. Een enigszins vergelijkbare term die eerder (eveneens tevergeefs) werd voorgesteld, is "culton".
De term is niet gebonden aan een rang, ook een soort, zoals tarwe, kan een cultigen zijn.

## Indeling van het gebruik
Planten zijn voor verschillende doeleinden veredeld, zoals
- voor de landbouw als:
  - voedingsgewas
  - genotmiddel
- voor de tuinbouw als:
  - groente
  - fruit
- voor de sierteelt, boomteelt en bollenteelt vanwege de sierwaarde, als:
  - snijbloemen
  - sierplanten
  - kamerplanten
- voor de bosbouw voor de houtindustrie

Zelden, maar wel steeds vaker, gaat het bij cultuurgewassen om de vruchtlichamen van schimmels: paddenstoelen als de champignon en de gewone oesterzwam.

## Geschiedenis
De cultivering van planten door de mens begon ongeveer 8.500 jaar geleden en was onderdeel van de eerste akkerbouw. De meestal met de genencentra samenvallende eerste negen centra voor de zelfstandige domesticatie van cultuurgewassen zijn:
1. Zuidwest-Azië met tarwe, erwten en olijf
2. China met rijst en gierst
3. Midden-Amerika met mais, bonen, paprika's en chilipepers en pompoen
4. Andes en Amazonië met aardappel en maniok
5. Oostelijke Verenigde Staten met zonnebloem en quinoa
en mogelijk ook:
6. Sahel met kafferkoren en Afrikaanse rijst
7. Tropisch West-Afrika met Afrikaanse yam en oliepalm
8. Ethiopië met koffie en teff
9. Nieuw-Guinea met suikerriet en banaan

Ook daarvoor werden wilde planten echter reeds gebruikt en verspreid door mensen; jager-verzamelaarsvolken gebruikten stekken van voedingsgewassen voor een later moment of verspreidden doelgericht zaden. Deze verspreiding van natuurlijke planten wordt echter niet beschouwd als 'cultivering'.
De mens heeft in de loop der millennia door landbouwkundige cultivering en selectie een enorm veelvoud aan cultuurplanten voortgebracht. Deze diversiteit is in de loop der industrialisatie van de landbouw (groene revolutie) in de 20e eeuw vergaand teruggedrongen. Door monoculturen en het toenemend gebruik van cultivars met hoge opbrengst of rendement (zoals tarwe), zijn minder winstgevende cultivars en soorten verdrongen en verloren gegaan en daarmee hun waardevolle eigenschappen (zoals resistenties, voedingswaarde). Het verlies aan genetische variatie bij cultuurplanten (genetische erosie) sinds het begin van 20e eeuw wordt geschat op 75 procent.
Parallel met de ontwikkeling van de landbouw ontstond een grote verscheidenheid aan onkruiden die zich goed hebben aangepast aan de technieken van de akkerbouw. Deze als concurrenten van de cultuurplanten beschouwde plantengemeenschappen worden op het akkerland veelal mechanisch bestreden of met herbiciden.

## Secundaire cultuurgewassen

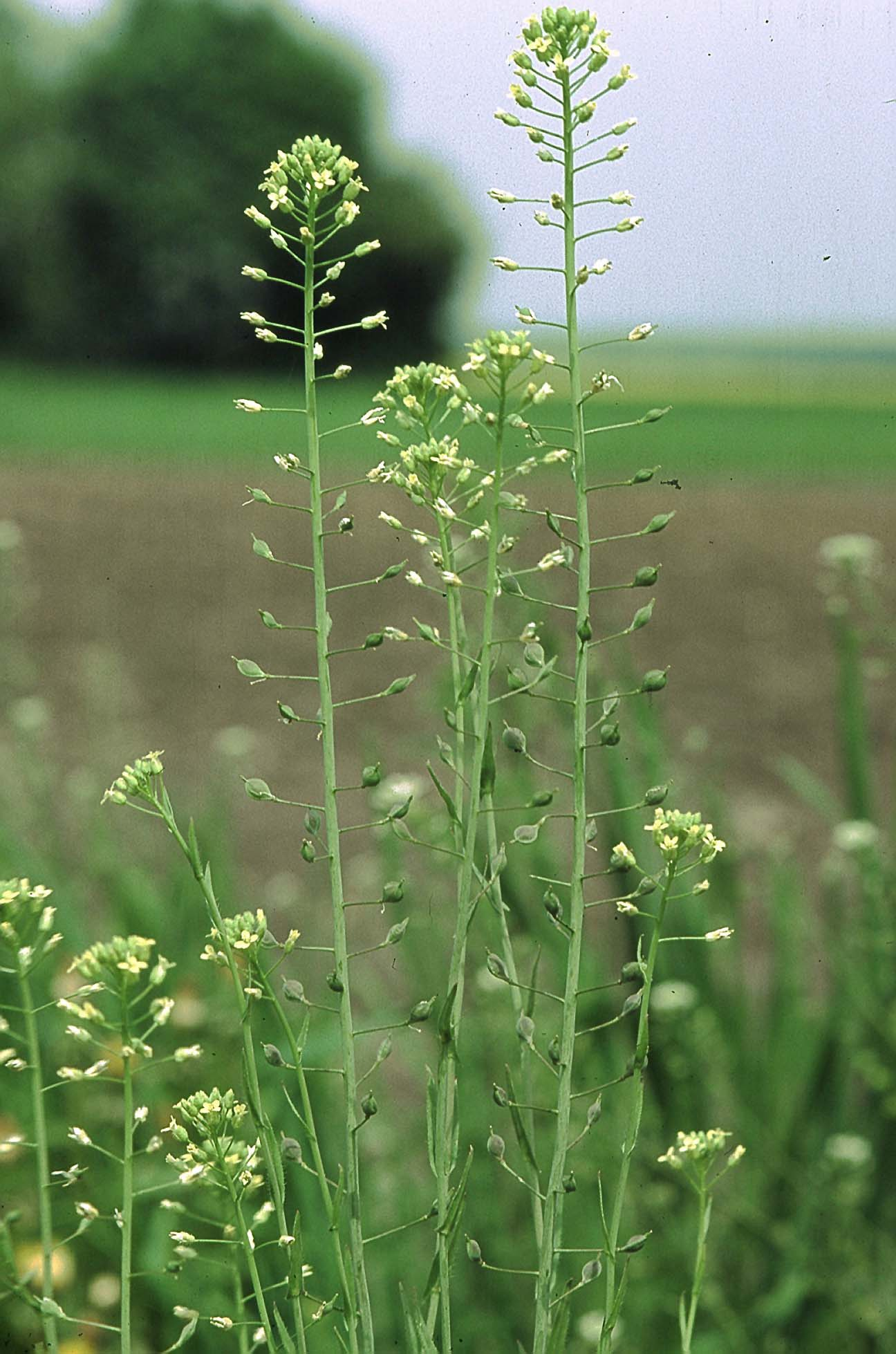
Een voorbeeld van een secundair cultuurgewas is de huttentut (Camelina sativa)

Secundaire cultuurgewassen zijn planten die als on- of bijkruiden werden meegecultiveerd met andere cultuurgewassen en later zelf ook werden gebruikt als cultuurgewassen. Voorbeelden zijn haver, rogge, tomaat, maanzaad en huttentut.